# Condado de Casa Fuerte
El condado de Casa Fuerte es un título nobiliario español creado por el rey Fernando VI el 4 de abril de 1747, por real decreto, y el 9 de marzo del mismo año, por real despacho, y concedido en subrogación del marquesado de Isla Roja, con el vizcondado previo de Salazar, a favor de José de Montoya-Salazar y Orbaneja, regidor perpetuo de Lima (Perú).
Este título fue rehabilitado por el rey Alfonso XIII en 1925 y concedido a Elías de Montoya-Salazar y Blasco.

## Condes de Casa Fuerte
|                                 | Titular                                    | Periodo                  |
| Creación por Fernando VI        | Creación por Fernando VI                   | Creación por Fernando VI |
| ------------------------------- | ------------------------------------------ | ------------------------ |
| I                               | José de Montoya-Salazar y Orbaneja         | 1747-1750                |
| II                              | Ventura Rosa de Montoya-Salazar y Orbaneja | 1750-1765                |
| III                             | Rafael de las Casas y Montoya-Salazar      | 1765-1785                |
| Rehabilitación por Alfonso XIII |                                            |                          |
| IV                              | Elías de Montoya-Salazar y Blasco          | 1925-1944                |
| V                               | María Teresa de Montoya-Salazar y Gondrona | 1951-1981                |
| VI                              | Dimas Adánez y Montoya                     | 1985-1987                |
| VII                             | María Teresa Adánez y Montoya              | 1989-hoy                 |

## Obtención del título
El condado de Casa Fuerte se trata de unos los quince títulos nobiliarios del siglo XVIII obtenidos por vía venal, es decir, mediante una compra o desembolso monetario. Efectivamente, José de Montoya-Salazar y Orbaneja lo compró a Jaime Masones de Lima, hijo de José Masones de Lima, III conde de Montalvo  —quien había recibido el título— por 6250 pesos de a 128 cuartos cada uno, según consta por escritura otorgada en Madrid el 9 de febrero de 1747 ante Marcos Antonio Pico.

## Historia de los condes de Casa Fuerte
- José de Montoya-Salazar y Orbaneja (m. 1750), I conde de Casa Fuerte, regidor perpetuo del cabildo de Lima, corregidor y justicia mayor por el rey de la provincia de Cotambas (1728), de Canas, Canchis y Tinta, del Cercado en Lima y de Chancay y Canta (1747).[4] Fue, además, patrono de los conventos de Padres Bethlemitas en las ciudades de Guatemala y Lima.

Tras vincular la vara de regidor perpetuo de Lima al título condal, mandando que fuesen llevados por una misma persona y nunca fuesen enajenados, le sucedió su hermana menor en 1750:
- Ventura Rosa de Montoya-Salazar y Orbaneja (1710-1765), II condesa de Casa Fuerte.[5]

Le sucedió su sobrino:
- Rafael de las Casas y Montoya-Salazar (1731-1802), III conde de Casa Fuerte.[6]

Casó el 13 de mayo de 1754 con Gregoria Flores y Herrera, hija de Marcos Flores y Herrera y su esposa María de Reyna.
En 1773, el rey Carlos III expidió una real cédula obligando a todos los títulos de Castilla que debiesen pagos en concepto del derecho de lanzas a aportar la suma de 160 000 reales de vellón. Al año siguiente se mandaron cancelar aquellas dignidades nobiliarias que adeudasen, además, el derecho de media annata. Así, se hace constar, en julio de 1773, que ni el conde de Casa Fuerte ni su sobrino Rafael de las Casas podían hacer frente a la deuda contraída con el fisco, deuda que en 1776 montaba, solo por los impagos del derecho de lanzas, la suma de 14 810 pesos con un real y medio. Este montante superaba ampliamente todo el capital de los vínculos y capellanías en posesión del tercer conde y que, por otra parte, estaba imposibilitado de enajenar por cuestiones legales. Finalmente, el 17 de febrero de 1785 el monarca firmó un real despacho suspendiendo el «uso y honores de dicho título», por cuanto «ni ellos [el conde y su sobrino] ni ninguno de sus parientes tenía medios para pagar los atrasos y mantener el decoro del título».
En 1925, el rey Alfonso XIII decidió rehabilitar el condado de Casa Fuerte a favor de:
- Elías de Montoya-Salazar y Blasco, IV conde de Casa Fuerte, miembro de la Asamblea Nacional, vicepresidente de la Diputación Provincial de Toledo.[2]

Casó el 12 de junio de 1898 con María Teresa Gondrona y Brandés. En 1944 le sucedió su hija:
- María Teresa de Montoya-Salazar y Gondrona (1905-1981), V condesa de Casa Fuerte.[2]

Casó con Damián Adánez y Horcajuelo. Le sucedió, tras convocatoria del 31 de enero de 1983 (BOE del 23 de febrero) y orden del 23 de septiembre de 1985 para que se le expida la correspondiente carta de sucesión (BOE del 16 de octubre), su hijo:
- Dimas Adánez y Montoya (1930-1987), VI conde de Casa Fuerte.

Le sucedió, tras solicitud cursada el 16 de diciembre de 1988 (BOE del 5 de enero de 1989) y orden del 5 de septiembre de 1989 para que se expida la correspondiente carta de sucesión (BOE del día 13 del mismo mes), su hermana:
- María Teresa Adánez y Montoya (n. 1936), VII condesa de Casa Fuerte.